# 2019年達爾文槍擊案
2019年達爾文槍擊案發生在6月4日，一名槍手在澳洲北領地达尔文發動大规模枪击事件。北領地警察證實槍擊案中4人死亡，另外1人受傷。一名45歲男疑犯被捕，暫時未落案控告任何罪名。

## 襲擊
襲擊在下午5時39分開始，多個地方先後爆發槍擊案。
|                | 槍聲首先在滬拿的中央商务区外面的芬尼斯街傳出， 該男子之後走到其他地區，包括水牛俱樂部、花園山月牙街、棕櫚汽車旅館、愉街的高斯快線。 |
| ——當地媒體報道 | |

目擊者表示槍手進入麥綿街的棕櫚汽車旅館，並用泵動式散彈槍向客房門開槍。據消息指，疑犯開了約20槍。目擊者亦指出疑犯「逐間逐間房」開槍，而且不斷大叫「Alex」。 
警方接報後到場，汽車旅館附近的市中心在槍擊案後被封鎖一小時。媒體報導約100名警察參加是次行動，包括領地響應小組。北領地警察總監里斯·克肖指出武器是「被禁的12铅径泵動式散彈槍」，可能是1997年或之前偷回來的。警方亦表示疑犯曾用7輛汽車視察市內其他地方。

## 疑犯
汽車旅館槍擊案後，疑犯逃至一架豐田輕型卡車內，直至約一個小時後，疑犯向警方通報自己位於戴利街和麥綿街交界，其後被捕。被捕之時，疑犯仍然戴著電子腳鐐。疑犯被電槍制服後送往達爾文皇家醫院。
當局證實疑犯為45歲的本傑明·格倫·霍夫曼（Benjamin Glenn Hoffman）。克肖表示霍夫曼疑似是摩托車幫派的成員，被判囚6年，不過服刑4年後在今年一月離開監獄假释。假釋後霍夫曼違反假釋條件，被囚兩星期並在五月初獲釋。
截至2019年6月5日，當局尚未落案控告霍夫曼任何罪名，疑犯動機未明，但克肖指出疑犯或針對特定目標，其中一人或稱為「Alex」。警方相信槍擊案發生時，「Alex」正身處其他地方。

## 死傷者
所有槍擊案死者為男性，四人分別在汽車旅館、巴夫俱樂部、花園山月牙街和愉街被殺。另外，一名女士在汽車旅館被疑犯槍擊，大腿被槍傷多次，最後獲現場的目擊者協助並被送往達爾文皇家醫院。

## 回應
- 澳洲總理斯科特·莫里森：槍擊案與恐怖主義無關[15]。
- 北領地首席部長（英语：Chief Minister of the Northern Territory）邁克爾·岡納（英语：Michael Gunner）：我的心與所有死傷者的家人和朋友在一起，「這不是我們所認識的達爾文」[13]。